# Mountain Home (Idaho)
Mountain Home is een plaats (city) in de Amerikaanse staat Idaho, en valt bestuurlijk gezien onder Elmore County.

## Demografie
Bij de volkstelling in 2000 werd het aantal inwoners vastgesteld op 11.143.
In 2006 is het aantal inwoners door het United States Census Bureau geschat op 11.656, een stijging van 513 (4,6%).

## Geografie
Volgens het United States Census Bureau beslaat de plaats een oppervlakte van
13,4 km², geheel bestaande uit land.

## Plaatsen in de nabije omgeving
De onderstaande figuur toont nabijgelegen plaatsen in een straal van 68 km rond Mountain Home.